# Теленеделя
«Теленеде́ля» (укр. Телетиждень) — всеукраїнський і російський щотижневий журнал, заснований президентом UMH group Борисом Ложкіним у 1994 році у Харкові. Виходить щотижня у Москві, Самарі, Сургуті, Нижньовартовську, Єкатеринбурзі, Пермі, Нижньому Новгороді, Дніпропетровську, Донецьку, Хабаровську, Запоріжжі, Мелітополі, Києві, Луганську, Львові, Одесі, Сімферополі, Харкові сукупним тиражем близько 2 мільйонів примірників.